# Čišminskij rajon
Il Čišminskij rajon (in russo Чишминский район?) è un municipal'nyj rajon della Repubblica della Baschiria, nella Russia europea.